# Andromedanebel (Roman)
Andromedanebel (deutsch auch Das Mädchen aus dem All; russisch Туманность Андромеды, transkribiert Tumannost Andromedy) ist ein Science-Fiction-Roman von Iwan Jefremow. Nach dem gekürzten Vorabdruck in der Zeitschrift Technika – molodjoschi aus dem Jahre 1957 erschien die vollständige Ausgabe 1958. Er gilt als eines der wichtigsten und (mit allein 20 Millionen verkauften Exemplaren in der Sowjetunion) erfolgreichsten Werke des Science-Fiction-Genres in der Sowjetunion.
Der Roman ist der erste Teil einer Trilogie. Diese wird thematisch mit der Erzählung Das Herz der Schlange (abweichender Name Begegnung im All) fortgesetzt und findet ihren Abschluss mit dem Roman Die Stunde des Stiers.
Die ebenfalls im Umfeld des Romans spielende Kurzerzählung Fünf Bilder wird dagegen nicht dem Zyklus zugeordnet.

## Handlung
Der Roman Der Andromedanebel spielt in einer fernen kommunistischen Zukunft, einer Zeit, die von der außerordentlichen Entwicklung der Wissenschaft, Kunst und Pädagogik geprägt ist. Raumschiffe erreichen fremde Sonnensysteme, die Erdoberfläche wurde umgestaltet, neue Wissenschaften entstanden. Inzwischen hat man auch Kontakt mit fernen Welten aufgenommen, mit denen regelmäßig Bildsendungen ausgetauscht werden. Diese Welten bilden die Gemeinschaft des Großen Rings. Der Roman besteht aus mehreren Handlungssträngen, die die Menschen der Zukunft in der ganzen Vielfalt ihrer Interessen zeigen.
Irdische Raumfahrer unter dem Kommando des Astronavigators Erg Noor flogen mit dem Raumschiff Tantra zu einem bewohnten Planeten, der plötzlich verstummt war. Doch diese Welt ist tot, nur schwarze, mohnähnliche Pflanzen bedecken die Oberfläche. Freigesetzte Radioaktivität aus unvernünftigen Versuchen mit Kernenergie hat das Leben auf dem Planeten vernichtet. Auf dem Rückflug muss das irdische Team aus Treibstoffmangel auf einem namenlosen Planeten notlanden und entdeckt dort ein Raumschiff der Erde, das vor vielen Jahren verschollen war. Zudem finden die Menschen ein zweites Raumschiff in Tellerform, das von einer unbekannten Zivilisation ausgesandt wurde. Auf dem Planeten werden sie von mysteriösen Feinden angegriffen – Vertreter einer aggressiven Lebensform, denen die Besatzung des aufgefundenen Raumschiffs zum Opfer gefallen war. Mit knapper Not können die Raumfahrer diesen Wesen widerstehen und mit dem Treibstoff des gefundenen Raumschiffs zur Erde starten. Doch Nisa Krit, eine junge Raumfahrerin, ist schwer verletzt.
Eine weitere Geschichte spielt auf der Erde. Dar Weter, der bisherige Leiter der Außenstationen, leidet an einer schweren psychischen Erkrankung – der Gleichgültigkeit gegenüber dem Leben und Werk. Unfähig, seiner Verantwortung gerecht zu werden, nimmt er die Einladung seiner Freundin an, der Historikerin Weda Kong (der Geliebten Erg Noors), bei archäologischen Ausgrabungen mitzuarbeiten. Die schwere körperliche Arbeit befreit Dar Weter von seiner Depression, doch seine wachsende Liebe zu Weda stürzt ihn in neue Konflikte. Auf der Suche nach einem Ausweg aus der Situation geht Dar Weter in die Titan-Minen nach Südamerika.
Inzwischen wurde über den Großen Ring eine Fernsehsendung vom Epsilon Tucanae empfangen. Tief beeindruckt von dem Bild der schönen Sprecherin dieses Sterns spürt Mwen Mass, der künftige Leiter der Außenstationen der Erde, den Wunsch, den Abgrund des Raumes und der Zeit, der die Menschheit von den Geistesbrüdern im All trennt, zu überwinden. Da gelingt dem Physiker Ren Boos eine bemerkenswerte Entdeckung. Mittels eines Energiestrahles will er eine augenblickliche Verbindung zu fernen Sternen herstellen. Doch der Nachweis ist gefährlich und benötigt die Energie der gesamten Erde. Aufgrund des hohen Risikos wird die Durchführung des Experiments verweigert. Trotz des Verbots ermöglicht Mwen Mass Ren Boss die Realisierung des Versuchs. Das Experiment endet mit einer Katastrophe. Obwohl scheinbar für wenige Augenblicke eine Verbindung gelingt, kommt es zu einer gewaltigen Explosion. Ren Boos wird schwer verwundet, die Orbitalstation zerstört, die Freiwilligen, die an dem Experiment teilnehmen, werden getötet. Mwen Mass bereut sein Verhalten und geht freiwillig ins Exil auf der Insel des Vergessens – ein Refugium für diejenigen, die der Gesellschaft entfliehen möchten.
Gemeinsam mit ihrer Freundin, der Psychiaterin Ewda Nal, besucht Weda Kong ihre Tochter in der Schule und spricht über die Erfolge der Pädagogik der Zukunft. Auch die Tantra ist inzwischen auf die Erde zurückgekehrt. Auf der Sitzung des Rates für Astronautik sollen die Taten Mwen Mass bewertet und die Ergebnisse des Raumflugs vorgestellt werden. Nach einer kontrovers geführten Diskussion kommt der Rat zu folgendem Ergebnis: Obwohl Mwen Mass schwere Schuld auf sich geladen hat, wird sein Ziel anerkannt und er rehabilitiert.
Weda Kong hat ein unterirdisches Lager mit Produkten, Maschinen und technischen Dokumentationen früherer (heutiger) Zeiten entdeckt. Doch eine verschlossene Stahltür verwehrt den Zugang zu weiteren Räumen. Beim Versuch, sie zu öffnen, stürzt das Lager teilweise ein.
Inzwischen bereitet Erg Noor eine neue Weltraum-Mission vor, von der er wegen der sehr großen Entfernung zum Zielplaneten nicht zurückkehren wird. Er verabschiedet sich für immer von Weda Kong und startet mit der inzwischen genesenen Nisa Krit. Zugleich empfängt die Erde eine neue Funksendung, eine Botschaft von Andromeda-Nebel: Höchstwahrscheinlich stammte das unbekannte Tellerschiff aus dieser Galaxis. Gemeinsam beschließen die Zurückgebliebenen, Erg Noor und seinen Gefährten diese Nachricht zu übermitteln.

## Ausgaben
- Iwan Jefremow: Das Mädchen aus dem All. Wissenschaftlich-phantastischer Roman. Übersetzt durch Heinz Lorenz nach dem gekürzten Vorabdruck von 1957. Verlag Kultur und Fortschritt, Berlin (Ost) 1958
- Iwan Jefremow: Das Mädchen aus dem All. Wissenschaftlich-phantastischer Roman. Übersetzt durch Heinz Lorenz und Dieter Pommerenke. Verlag Kultur und Fortschritt, Berlin (Ost) 1965 (ungekürzte Ausgabe, nach der vollständigen Ausgabe von 1958 übersetzt; erneut erschienen 1967 für Buchclub 65 und 1982 im Verlag Volk und Welt)
- Iwan A. Jefremow: Andromedanebel (Tumannost' Andromedy). Science-Fiction-Roman. Erste ungekürzte deutsche Ausgabe in Neuübersetzung. Heyne-Verlag 06/19, 1983, ISBN 3-453-30907-3.
Hinweis: Die Angabe des Impressums ist fehlerhaft. Es handelt sich hierbei nicht um die erste ungekürzte deutsche Ausgabe (die ist 1965 im Verlag Kultur und Fortschritt erschienen, siehe vorhergehender Listeneintrag), sondern um eine Neuübersetzung der vollständigen Ausgabe von 1958 durch Annemarie Kienpointner.

## Verfilmung
Der Roman wurde 1967 in der UdSSR unter dem Titel Andromedanebel (Tumannost Andromedy) von Yevgeni Sherstobitov verfilmt, mit Sergei Stolyarov als Dar Veter und Vija Artmane als Veda Kong. 